# Erechthias phaeoptera
Erechthias phaeoptera är en fjärilsart som beskrevs av Clarke 1971. Erechthias phaeoptera ingår i släktet Erechthias och familjen äkta malar. Inga underarter finns listade i Catalogue of Life.